# Incêndio no cinema Statuto
Cinema Statuto era uma sala de cinema localizada em Turim, Itália, quando em 13 de fevereiro de 1983, às 18h15, durante a projeção de La Chèvre, um incêndio causou a morte de 64 pessoas como resultado da inalação de fumaça. Segundo depoimentos de Raimondo Capella, dono do cinema, as chamas se espalharam de uma cortina antiga. Este foi o maior desastre ocorrido após a Segunda Guerra Mundial em Turim.